# Carl Swenson
Pour les articles homonymes, voir Swenson.
Carl Swenson est un fondeur et coureur cycliste de VTT américain, né le 20 avril 1970 à Corvallis.

## Biographie
En ski de fond, il détient notamment une cinquième place sur le cinquante kilomètres libre des Championnats du monde 2003 à Val di Fiemme, où il prend aussi la onzième place à la poursuite. Dans la Coupe du monde, onzième est aussi sa meilleure place, qu'il obtient à deux reprises en 2004 et 2006.
Il prend part à trois éditions des Jeux olympiques, en 1994, 2002 et 2006. Ses meilleurs résultats sont obtenus à Salt Lake City en 2002 avec une cinquième place en relais et une 29e place sur le sprint libre. 
En VTT cross-country, il remporte la médaille d'argent aux Jeux panaméricains de 1999 et le titre de champion des États-Unis en 2000.

## Palmarès

### Coupe du monde
- Meilleur classement général : 64e en 2004.
- Meilleur résultat individuel : 11e.

#### Classements détaillés
| Saison / Épreuve | Saison / Épreuve | Général | Général | Distance | Distance | Sprint | Sprint |
| Saison / Épreuve | Saison / Épreuve | Class.  | Points  | Class.   | Points   | Class. | Points |
| ---------------- | ---------------- | ------- | ------- | -------- | -------- | ------ | ------ |
| 2001             | 2001             | 98e     | 14      | -        | -        | 56e    | 14     |
| 2002             | 2002             | 66e     | 55      | -        | -        | -      | -      |
| 2003             | 2003             | 134e    | 3       | -        | -        | -      | -      |
| 2004             | 2004             | 64e     | 64      | 41e      | 64       | -      | -      |
| 2005             | 2005             | 149e    | 2       | 93e      | 2        | -      | -      |
| 2006             | 2006             | 78e     | 55      | 53e      | 55       | -      | -      |